# جهاز دمعي

جهاز الدمع.
أ = غدة دمعية
ب = النقطة الدمعية العليا
ت = القناة الدمعية العليا
ث = كيس الدمع
ج = النقطة الدمعية السفلى
ح = القناة الدمعية السفلى
خ = القناة الأنفية الدمعية.

الجهاز الدمعي (بالإنجليزية: Lacrimal system) هو جهاز صغير في طرف العين الخارجي ثم فتحتان دقيقتان في نهاية كل جفن من ناحية الأنف يخرج من كل فتحة قناة رفيعة تلتقيان في الكيس الدمعي في أعلى الأنف. ثم فتحة من الكيس الدمعي من أسفله تفتح على الأنف من الداخل. وتفرز الدموع من الغدة الدمعية ثم تسير فوق سطح المقلة وبالذات فوق القرنية في اتجاه واحد ناحية الفتحة الرفيعة الموجودة في الجفون، لتصب في الكيس الدمعي ثم إلى الأنف عن طريق القناة الموصلة ما بين الكيس الدمعي والأنف.

## أنظر أيضا
- دمع دموي